# Haejangguk
Le haejangguk (해장국?, 解酲-?, haejangkukMR) sono zuppe della cucina coreana preparate come rimedi ai postumi della sbornia.

## Tipi e preparazione
Esistono haejangguk diverse per ciascuna regione coreana, ma i tipi prevalenti sono tre: seonji haejangguk (con sangue di bue), kongnamul haejangguk (con germogli di soia) e puko haejangguk (con merluzzo essiccato). I prodotti ittici sono particolarmente usati nelle regioni orientali come Gangwon e Jeolla, e nelle province del Gyeongsang.

Nella zona di Seul la haejangguk è una zuppa di doenjang con germogli di soia, ravanelli, cavolo napa, scalogno e sangue di bue in un brodo preparato cuocendo a fuoco lento le ossa di bovino per alcune ore. Il sapore è piuttosto amaro.

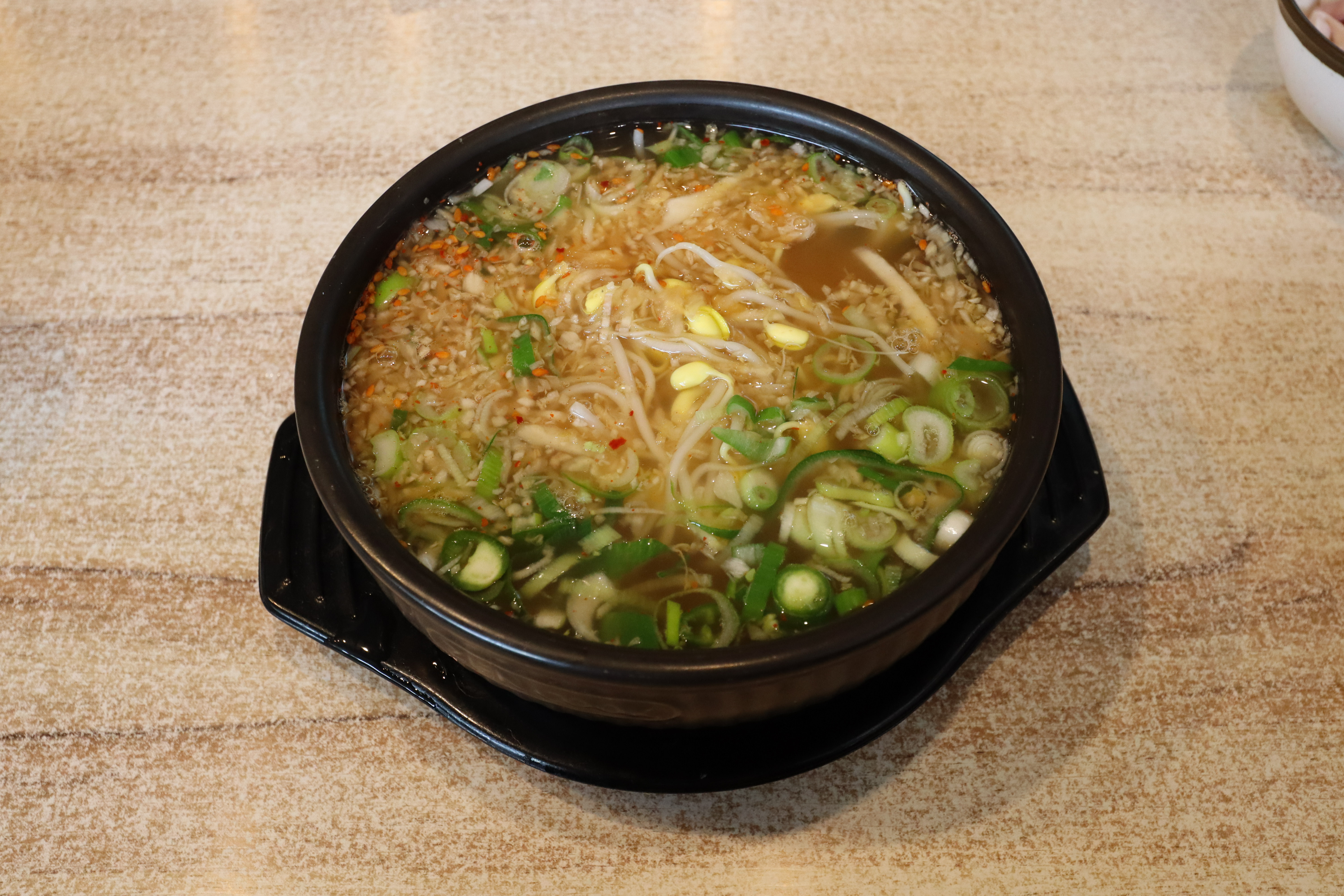
Kongnamul gukbap.

A Jeonju si è soliti consumare la kongnamul gukbap, una zuppa con germogli di soia e riso al vapore, come haejangguk. I due ingredienti vengono messi, insieme a del kimchi invecchiato a fette, aglio, scalogno, brodo di manzo e una piccola quantità di stinco di manzo, in una pentola di terracotta nella quale vengono bolliti. Al termine della cottura, sulla zuppa viene rotto un uovo crudo. Il commensale procede poi ad aromatizzarla secondo il proprio gusto con gomasio, scalogno, aglio tritato, peperoncini, peperoncino in polvere e saeujeot (gamberetti fermentati salati). Secondo la credenza popolare, mangiarla insieme a una tazza di moju preparato facendo bollire una miscela fermentata di makgeolli, zucchero e farina di frumento può alleviare i postumi della sbornia.
Sebbene la maggior parte delle haejangguk sia calda, ne esistono anche di fredde: ad esempio, sulle coste del Mar del Giappone, e in particolare nella contea di Uljin, dopo la sbronza si mangia la ojingeo mulhoe guksu, che consiste di calamari tagliati sottilissimi mescolati con una salsa, sopra ai quali si versano acqua fredda e cubetti di ghiaccio.

## Storia
Si ritiene che le haejangguk discendano dalla seongjutang, una "zuppa per tornare sobri" citata nel Nogeoldae, un manuale per imparare il cinese parlato pubblicato sul finire della dinastia Goryeo (XIV secolo): la sua ricetta, che prevede carne tagliata sottile, noodles, scalogno e polvere di cheoncho, è simile a quella base delle haejangguk moderne.

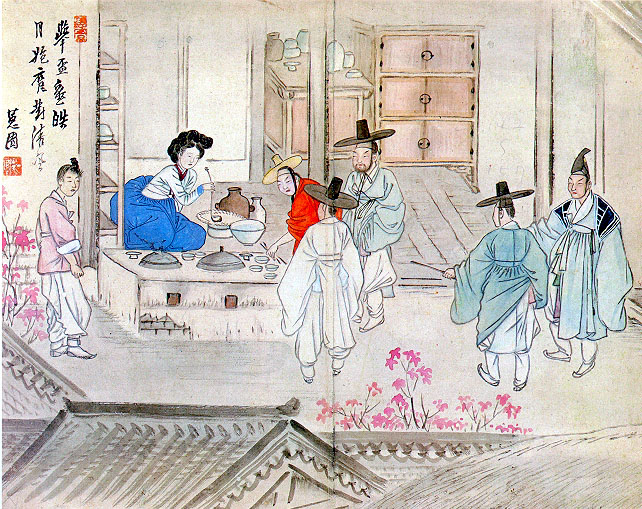
Jusa geobae di Sin Yun-bok.

Nessuna menzione alle haejangguk venne fatta nei ricettari del successivo periodo Joseon, ma apparve in alcuni documenti e opere di pittura di genere: ad esempio, Jusa geobae (주사거배?) di Sin Yun-bok (circa 1805) mostra alcuni ricchi disoccupati riuniti a mangiare della haejangguk mentre una locandiera serve la zuppa calda con un mestolo, prelevandola da un calderone.
Il piatto non era appannaggio esclusivo del popolo: il poema Haedong jukji di Choe Yeong-nyeong, risalente al tardo Joseon, lo chiama hyojonggaeng (효종갱?, 曉鍾羹?) e riporta che veniva cucinato al castello di Gwangju con cuori di cavolo napa, germogli di soia, funghi matsutake e shiitake, galbi di manzo, cetrioli di mare e abaloni; si univa poi della pasta tojang e si lasciava sobbollire per un'intera giornata prima di versare la zuppa in una giara onggi, chiuderla con un panno di cotone e inviarla a Seul nottetempo. Al mattino, quando suonava la campana dell'alba, veniva consegnata a casa di un ministro: si presume quindi che sia stata uno dei primi cibi da asporto, consumata dai funzionari d'alto rango per riprendersi dagli effetti dell'alcol assunto durante banchetti grandi e piccoli. Un'altra ipotesi è che servisse da tangente.
Secondo il professor Joo Young-ha dell'Accademia di studi coreani, le haejangguk si diffusero per placare la fame e mitigare gli effetti del consumo di alcol su facchini e operai che erano arrivati a Seul sulla scia della modernizzazione cittadina avvenuta durante il periodo coloniale giapponese.